# Záraza vyšší
Záraza vyšší (Orobanche elatior) je rostlina z čeledi zárazovité (Orobanchaceae). Dle Červeného seznamu patří v Česku mezi ohrožené, mizející a vzácné druhy rostlin v kategorii VU, tj. druhy zranitelné. Je to parazitická rostlina.

## Rozšíření
Eurasijský druh, který je rozšířen od západní Evropy až do Střední Asie. V České republice se vyskytuje roztroušeně až vzácně v teplých oblastech na výslunných suchých a travnatých stráních.

## Ekologie a popis rostliny
Tato nezelená rostlina nemá schopnost získávat energii pomocí fotosyntézy (chybí jí chlorofyl), a proto jako všechny zárazy je i tento druh parazitický. Je téměř výlučně vázaný na chrpu čekánek (Centaurea scabiosa), u níž parazituje na kořenovém systému. V tomto systému pomocí haustorií pronikne do floému i xylému a získává tak potřebné anorganické i organické látky. V místě prorůstání se vyvine hlíza, ze které vyroste stvol s květy.
Je to vytrvalý hemikryptofyt s periodou kvetení konec května až konec června. Výška této značně variabilní rostliny se pohybuje mezi 25 až 80 cm. Lodyha je tlustá, žlutá, růžová až načervenalá.

## Galerie

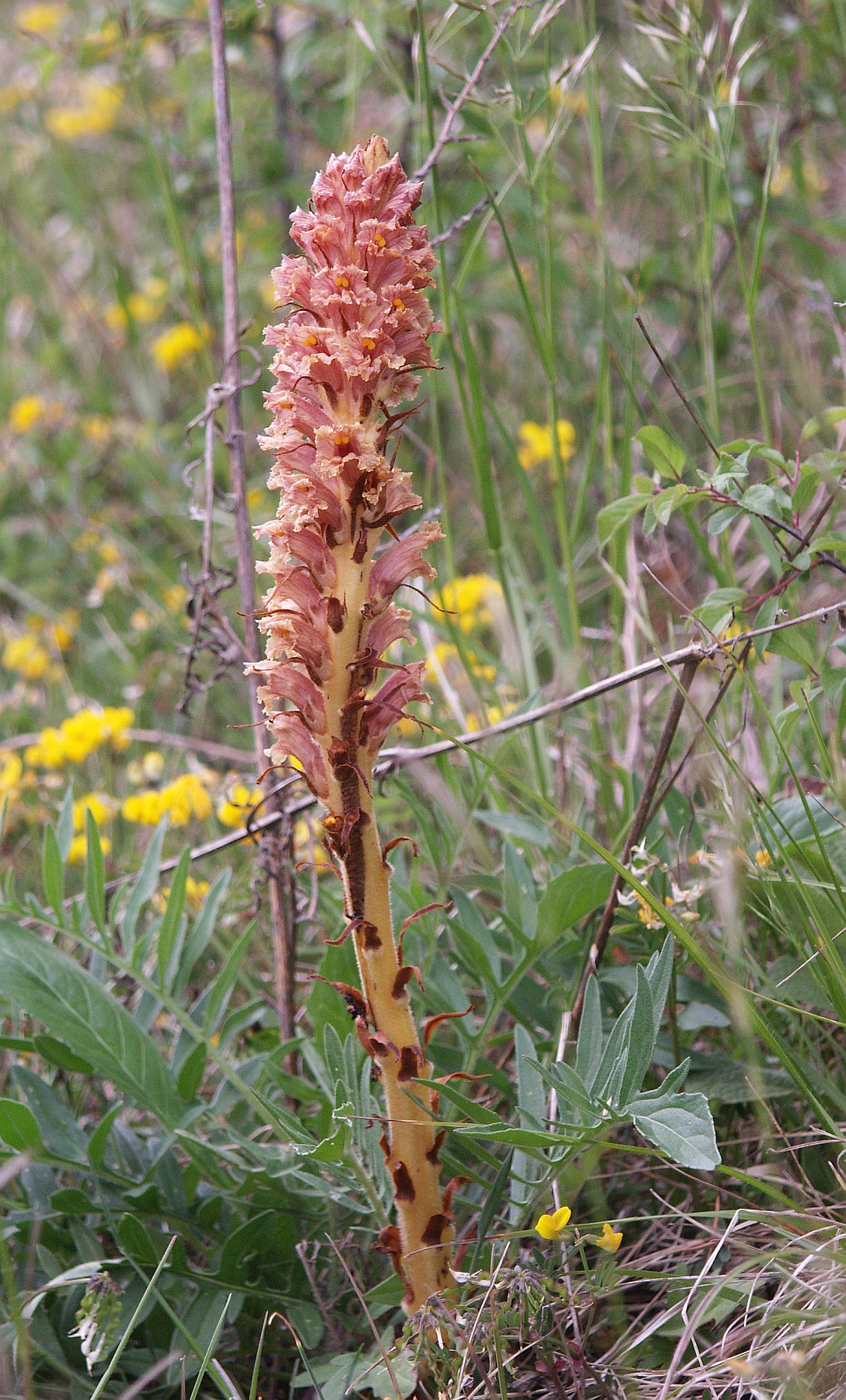
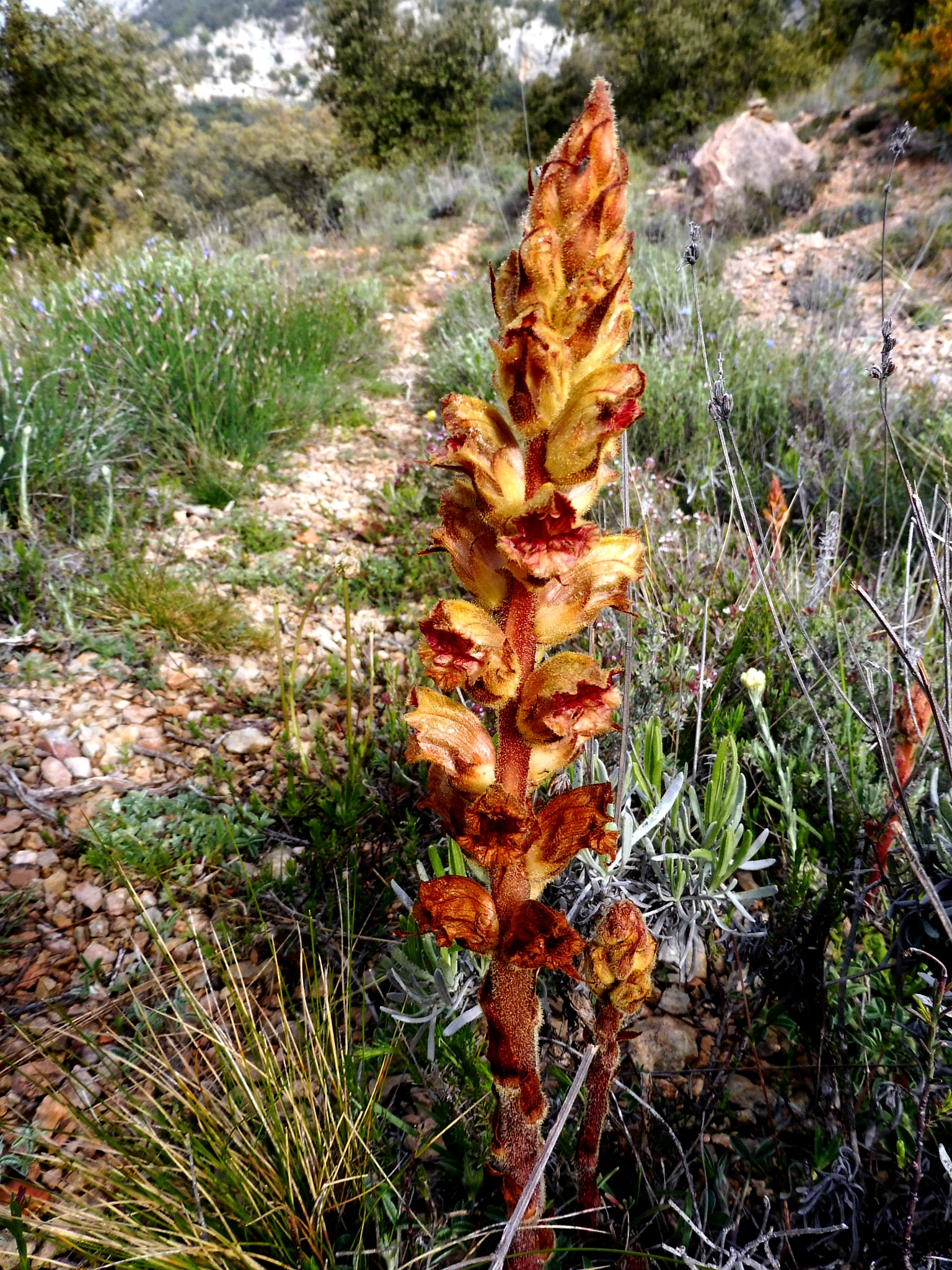
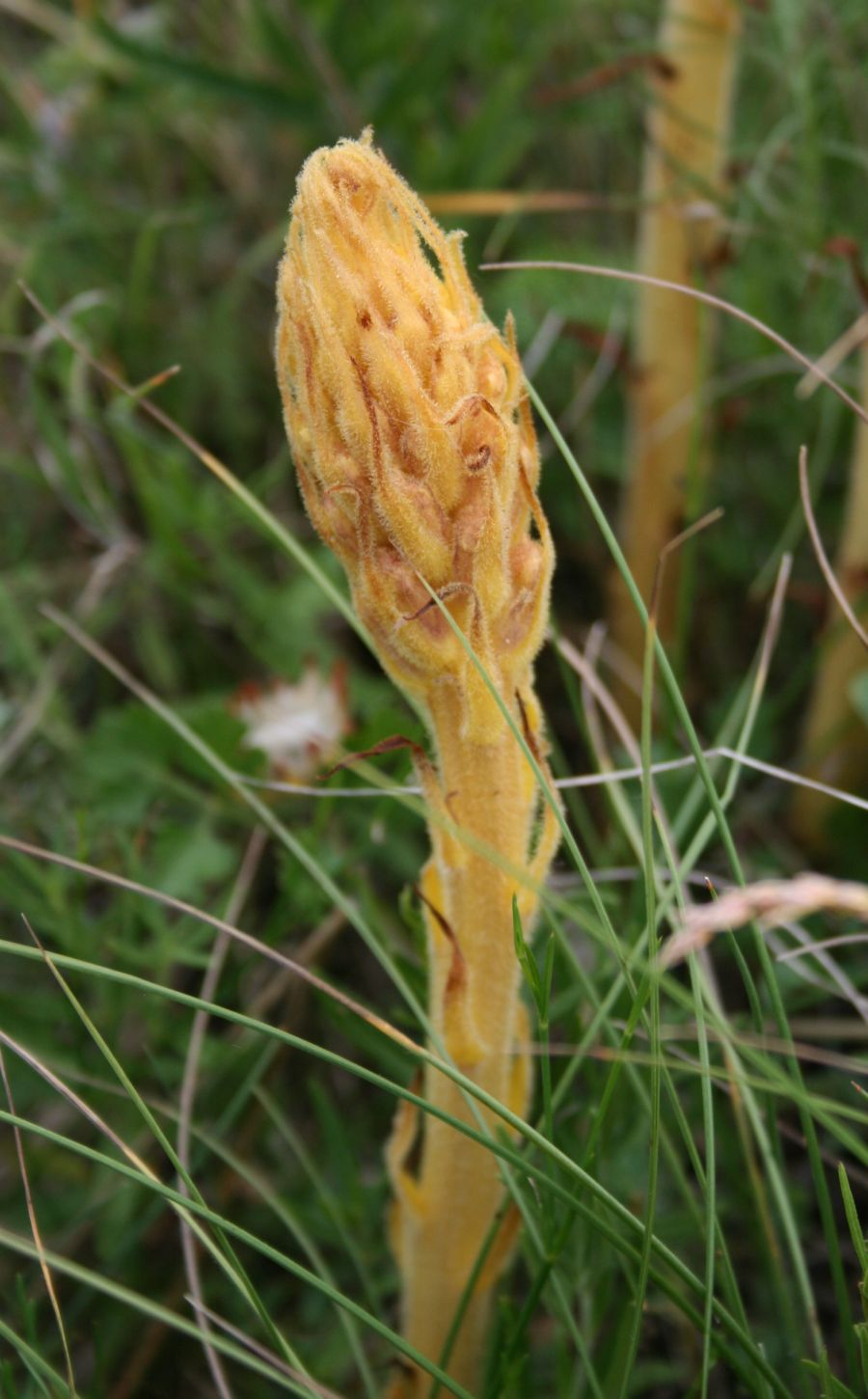